# Quarta Revolução Industrial
Quarta Revolução Industrial ou Indústria 4.0 é um neologismo que descreve o rápido avanço tecnológico no século XXI. Ela segue a Terceira Revolução Industrial (a "Era da Informação"). O termo foi popularizado em 2016 por Klaus Schwab, fundador e presidente executivo do Fórum Econômico Mundial, que afirma que estes desenvolvimentos representam uma mudança significativa no capitalismo industrial.
Uma parte desta fase de mudança industrial é a junção de tecnologias como a inteligência artificial, a edição genética e a robótica avançada que esbatem as linhas entre os mundos físico, digital e biológico.
Ao longo disso, mudanças fundamentais estão ocorrendo na forma como a rede global de produção e fornecimento opera por meio da automação contínua de práticas industriais e de fabricação tradicionais, usando tecnologia inteligente moderna, comunicação máquina a máquina em larga escala (M2M) e a Internet das Coisas (IoT). Esta integração resulta no aumento da automatização, na melhoria da comunicação e da automonitorização, e na utilização de máquinas inteligentes que podem analisar e diagnosticar problemas sem necessidade de intervenção humana.
Também representa uma mudança social, política e econômica da Era Digital do final dos anos 1990 e início da década de 2000 para uma era de conectividade incorporada, caracterizada pela ubiquidade da tecnologia na sociedade (ou seja, um metaverso) que muda as formas como os humanos experienciam e conhecem o mundo à sua volta. Ela propõe que criámos e estamos a entrar numa realidade social aumentada, em comparação apenas com os sentidos naturais e a capacidade industrial dos humanos. Por vezes espera-se que a Quarta Revolução Industrial marque o início de uma era de imaginação, onde a criatividade e a imaginação se tornam os principais motores do valor econômico.

## História
A frase Quarta Revolução Industrial foi introduzida pela primeira vez por uma equipe de cientistas que desenvolvia uma estratégia de alta tecnologia para o governo alemão. Klaus Schwab, presidente executivo do Fórum Econômico Mundial (FEM), apresentou a frase a um público mais vasto num artigo de 2015 publicado pela Foreign Affairs. “Dominando a Quarta Revolução Industrial” foi o tema de 2016 da Reunião Anual do Fórum Econômico Mundial, em Davos, Suíça.
Em 10 de outubro de 2016, o Fórum anunciou a abertura do seu Centro para a Quarta Revolução Industrial em São Francisco. Este também foi o tema e título do livro de Schwab de 2016. Ele inclui nesta quarta era tecnologias que combinam hardware, software e biologia (sistemas ciberfísicos) e enfatiza os avanços na comunicação e conectividade. Schwab espera que esta era seja marcada por avanços em tecnologias emergentes em áreas como robótica, inteligência artificial, nanotecnologia, computação quântica, biotecnologia, Internet das coisas, tecnologias sem fios de quinta geração, impressão 3D e veículos autônomos.
Na proposta The Great Reset do FEM, a Quarta Revolução Industrial é incluída como uma inteligência estratégica na solução para reconstruir a economia de forma sustentável após a pandemia da COVID-19.

## Características
Em essência, a Quarta Revolução Industrial é a tendência para a automação e troca de dados em tecnologias e processos de fabricação que incluem sistemas ciberfísicos (CPS), Internet das Coisas (IoT), computação em nuvem, computação cognitiva e inteligência artificial.
As máquinas melhoram a eficiência humana na execução de funções repetitivas e a combinação da aprendizagem automática e do poder de computação permite que as máquinas realizem tarefas cada vez mais complexas.
Ele também enfatiza decisões descentralizadas – a capacidade dos sistemas ciberfísicos de tomar decisões por conta própria e executar suas tarefas da forma mais autônoma possível. Somente em caso de exceções, interferências ou objetivos conflitantes, as tarefas são delegadas a um nível superior.

### Distinção
Os defensores da Quarta Revolução Industrial sugerem que se trata de uma revolução distinta e não apenas de um prolongamento da Terceira Revolução Industrial. Isso se deve às seguintes características:
- Velocidade — velocidade exponencial na qual as indústrias estabelecidas são afetadas e deslocadas;[15]
- Âmbito e impacto nos sistemas – a grande quantidade de setores e empresas que são afetados;[15]
- Mudança de paradigma na política tecnológica – novas políticas projetadas para essa nova maneira de fazer estão presentes.

Os críticos do conceito descartam a Indústria 4.0 como uma estratégia de marketing. Eles sugerem que, embora mudanças revolucionárias sejam identificáveis em setores distintos, não há nenhuma mudança sistêmica até agora. Além disso, o ritmo de reconhecimento da Indústria 4.0 e da transição de políticas varia entre os países; a definição de Indústria 4.0 não é harmonizada. Uma das figuras mais conhecidas é Jeremy Rifkin, que “concorda que a digitalização é a marca registrada e a tecnologia definidora do que ficou conhecido como a Terceira Revolução Industrial”. No entanto, ele argumenta “que a evolução da digitalização mal começou a seguir o seu curso e que a sua nova configuração na forma da Internet das Coisas representa a próxima fase do seu desenvolvimento”.

### Componentes

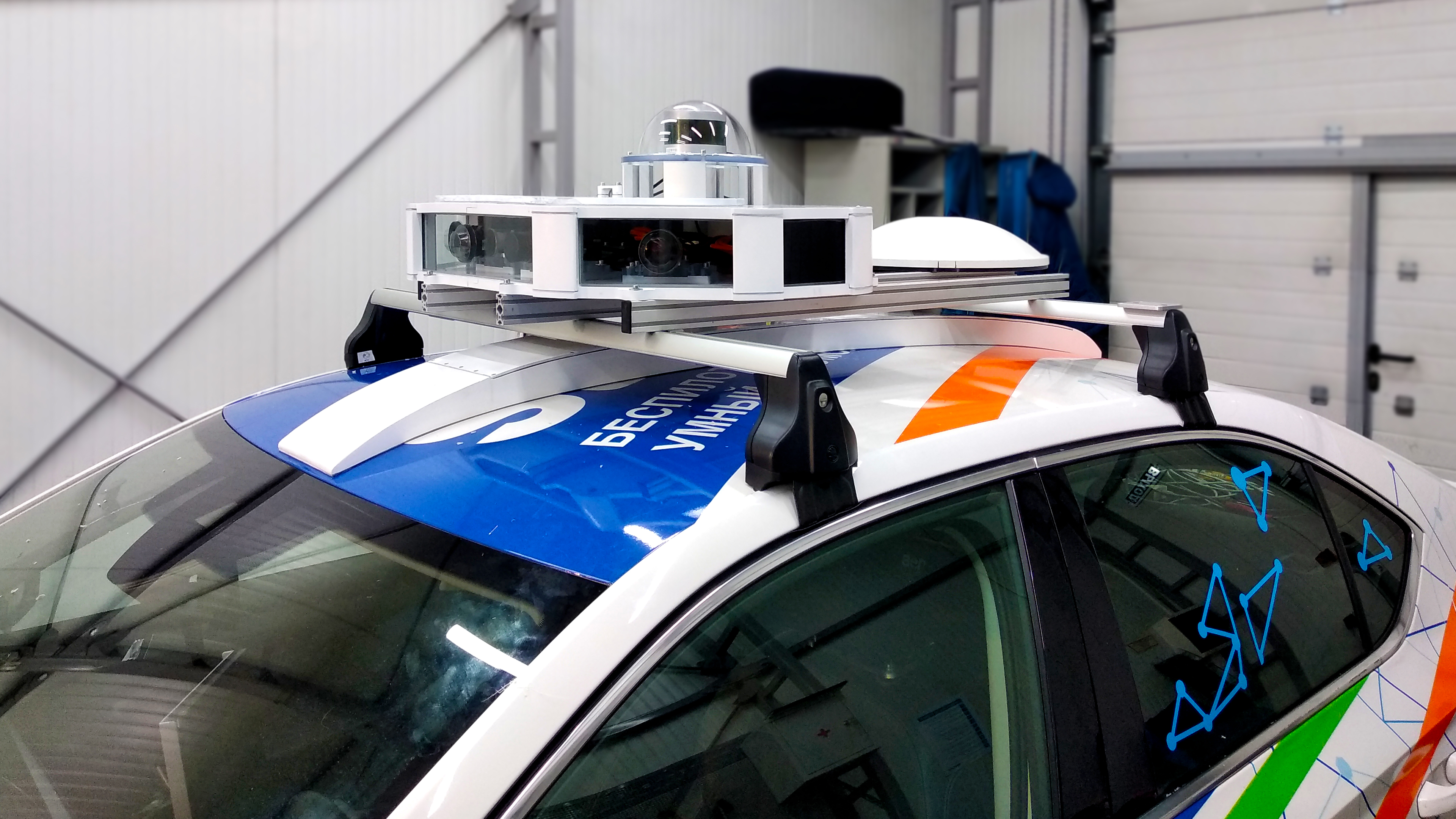
Veículo autônomo

A aplicação da Quarta Revolução Industrial opera através de:
- Dispositivos móveis
- Tecnologias de detecção de localização (identificação eletrônica)
- Interfaces homem-máquina avançadas
- Autenticação e detecção de fraude
- Sensores inteligentes
- Grandes análises e processos avançados
- Interação multinível com o cliente e criação de perfil do cliente
- Realidade aumentada / wearables
- Disponibilidade sob demanda de recursos do sistema de computador
- Visualização de dados

A Indústria 4.0 conecta uma ampla gama de novas tecnologias para criar valor. Usando sistemas ciberfísicos que monitoram processos físicos, uma cópia virtual do mundo físico pode ser projetada. As características dos sistemas ciberfísicos incluem a capacidade de tomar decisões descentralizadas de forma independente, atingindo um alto grau de autonomia.
O valor criado na Indústria 4.0, pode ser baseado na identificação eletrônica, na qual a manufatura inteligente requer que um conjunto de tecnologias sejam incorporadas no processo de fabricação para, assim, ser classificada no caminho de desenvolvimento da Indústria 4.0 e não mais na digitalização.

## Tecnologias da Indústria 4.0
- Sistemas Ciber-Físicos: Os CPS (Sistemas ciber-físicos) é a associação entre a computação, rede e processos físicos.É a combinação de vários sistemas de natureza diferente, cujo objetivo principal é administrar um processo físico e, através do seu feedback, adequar-se a novas condições, em tempo real.

- Big Data Analytic: O vocábulo "big data" se refere aos gigantescos armazenamentos digitais de informações, velocidade e variedade. A análise de big data é o recurso da utilização de software para descobrir tendências, padrões, correlações ou outras informações úteis nesses enormes armazenamentos de dados.

- Computação na nuvem: Computação em nuvem é um vocábulo geral para qualquer coisa que compreenda a transmissão de serviços hospedados pela Internet. Esses serviços fazem com que empresa não necessite mais de uma infraestrutura de TI em sua unidade. A computação na nuvem divididos em três categorias: Infraestrutura como Serviço (IaaS), Plataforma como Serviço (PaaS) e Software como Serviço (SaaS).[23]

- Internet das Coisas(IoT): A IoT é o conceito de conectar algum dispositivo à Internet e a outros dispositivos conectados. É uma rede imensa de coisas e pessoas conectadas ,que coletam e compartilham dados sobre a maneira como são utilizadas e sobre o ambiente ao seu redor. Cada vez mais, organizações de diversos setores estão usando a IoT para operar com mais competência, compreender melhor os clientes para oferecer um serviço aperfeiçoado ao cliente, melhorar a tomada de decisões e aumentar o valor dos negócios.

- Internet dos Serviços(IoS): A IoS é, fundamentalmente, o acompanhamentos dos serviços da Internet das Coisas ou a produção de serviços profundamente ligados à IoT. Partindo basicamente que a IoT abrange a comunicação constante entre máquinas/máquinas e entre máquinas/homem.[23]

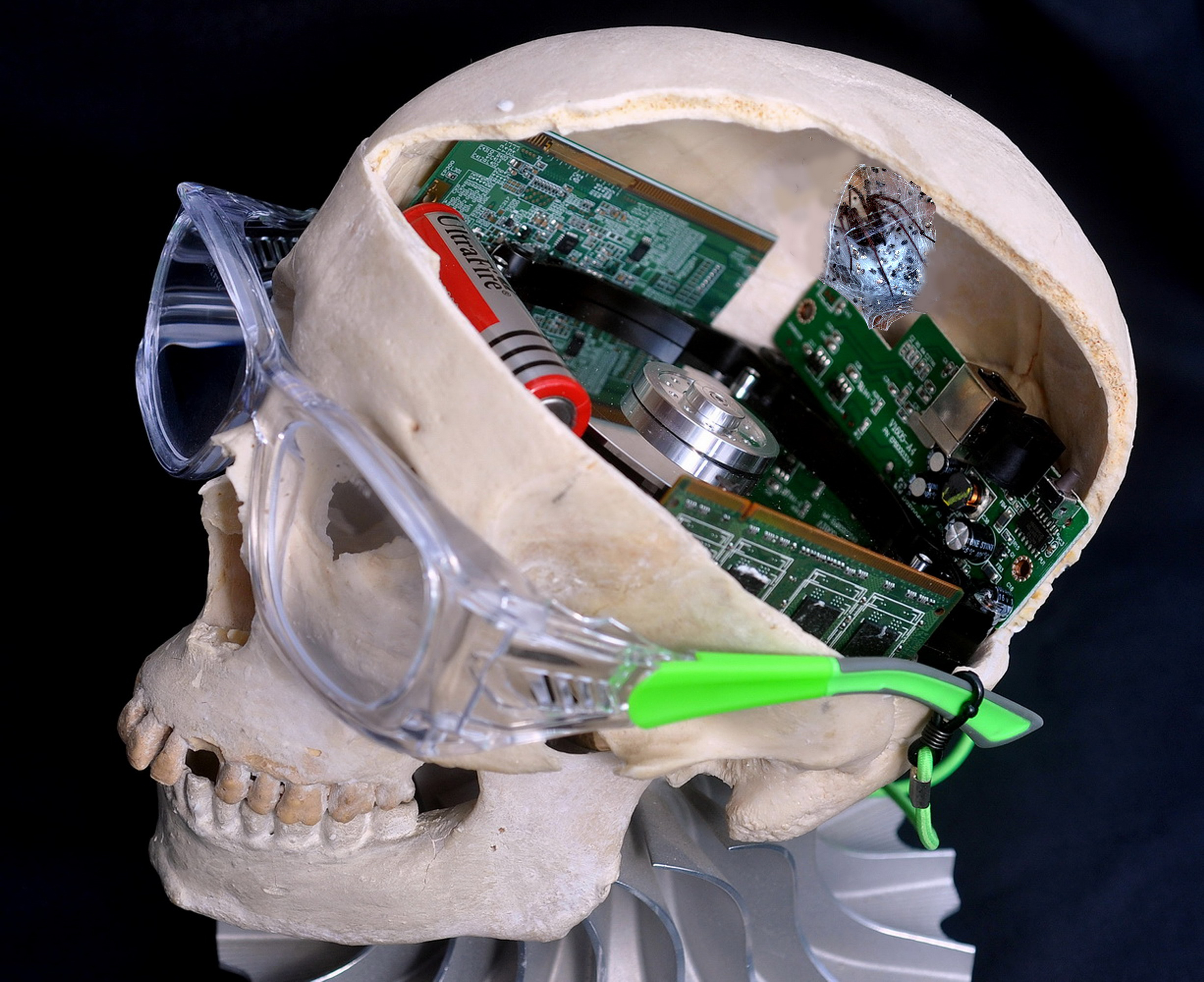
Uma brincadeira com um crânio fazendo alusão a IA

Manufatura aditiva: É um tipo de ideia pelo qual divergentes processos são empregados para replicar fisicamente objetos 3D criados por CAD (desenho auxiliado por computador). A fabricação aditiva pode ser realizada com variados tipos de materiais e não necessita necessariamente de ferramentas ou um bloco de matéria-prima transformando a fabricação muito mais rápida e barata. Esse processo fabrica um artefato adicionando material camada por camada, motivação pela qual também é chamado de fabricação aditiva, adverso a usinagem convencional, fundição e forjamento - procedimentos em que o material é retirado de um item de estoque  ou derramado em um molde e modelado por meio de matrizes.
- Inteligência Artificia(IA): É a habilidade da máquina para executar tarefas normalmente associadas a seres inteligentes. A IA é frequentemente empregado ao projeto de elaboração de sistemas dotados dos processos intelectuais peculiares aos seres humanos, como a predisposição de raciocinar, descobrir significado, generalizar ou aprender com a experiência passada. Desde a criação do computador digital na década de 1940, foi comprovado que os computadores podem ser programados para efetuar tarefas muito complexas.[23] A inteligência artificial também pode ser utilizada para uma rápida integração de dados para ler e avaliar dados informáticos não estruturados de sistemas legados de forma estruturada. Desta forma, os dados de toda uma unidade de produção com várias centenas de fontes de dados podem ser analisados em tempo real dentro de algumas semanas.[31]

- Sensores Inteligentes: Sensores Inteligentes são dispositivos capazes de providenciar funções além daquelas necessárias para gerar uma correta representação da quantidade medida e/ou controlada. [32] Resumidamente, um sensor inteligente recebe um estímulo externo do ambiente em que se encontra, recebe os dados relacionados com esse estímulo e faz o processamento dos mesmos de forma a gerar informação relevante. Um dos métodos computacionais utilizado para realizar o processamento dos dados são as Redes Neuronais Artificiais, método este relacionado também com o conceito de Machine Learning (Aprendizado de Máquina), que se inspira no neurónio animal. Um exemplo da integração de sensores inteligentes em aparelhos eletrónicos trata-se do caso dos Wearables ou relógios inteligentes, onde estes sensores, através dos dados recebidos do movimento dos utilizadores, fazem o processamento dos mesmo e como resultado contabilizam esses mesmos passos e conseguem converter em número de calorias queimadas e número de quilómetros percorridos. Muitas vezes, os sensores inteligentes são aplicações inseridas no conceito de Internet das Coisas - IoT (Internet of Things).

Exemplos de aplicações gerais dos Sensores Inteligentes:
- Agricultura – a aplicação de sensores inteligentes para a rega de culturas. Estes sensores analisam os dados referentes à temperatura, humidade e humidade do solo, com vista a otimizar o processo da rega, tornando-o num processo automático, sem ser necessário o controlo humano. Além disso, um objetivo adicional é a otimização na produtividade das culturas. [33]
- Medicina / Biomedicina – a aplicação de sensores inteligentes em biomateriais, como é o caso da diabetes, onde muitos pacientes necessitam de uma bomba de insulina automática, a qual liberta uma certa quantidade de insulina quando os níveis de insulina no organismo se encontram inferiores ou superiores a determinado nível. Esta libertação automática de insulina para o organismo do paciente é regulada através de sensores inteligentes que acionam essa reação. [34]

Exemplos de aplicações em Portugal:
- Trânsito em Lisboa – Desde dezembro de 2019, a rede de semáforos de Lisboa começou a sofrer uma modernização pela aplicação de sensores inteligentes. O principal objetivo é otimizar os fluxos de trânsito automóvel pela gestão de interseções de estradas. [35]

## Por país

### Brasil
A Indústria 4.0 desponta como caminho natural para aumentar a competitividade do setor por meio das tecnologias digitais. No Brasil ainda é pouco utilizada pelas empresas nacionais. O atraso brasileiro diante da integração das tecnologias físicas e digitais em todas as etapas de desenvolvimento de um produto fica evidente porque 43% das empresas não identificam quais tecnologias têm potencial para alavancar a competitividade do setor industrial. Nas pequenas empresas, esse porcentual sobe para 57%. Entre as grandes, a fatia recua para 32%. De acordo com pesquisa nacional sobre adoção de tecnologias digitais relacionadas à era da manufatura avançada, realizada pela Confederação Nacional da Indústria (CNI), a indústria brasileira ainda está se familiarizando com a digitalização e com os impactos que pode ter sobre a competitividade. O desconhecimento é significativamente maior entre as pequenas empresas (57%). Ademais, infere-se que o Brasil esteja pouco preparado para a adoção em larga escala da Indústria 4.0 tendo em vista aspectos estruturais, educacionais e culturais. Reconhecendo a importância do tema, recentemente o Governo Federal, por meio do Ministério da Indústria, Comércio Exterior e Serviços (MDIC) e da Associação Brasileira de Desenvolvimento Industrial (ABDI), lançou a Agenda Brasil para a Indústria 4.0, conjunto de iniciativas que visam promover o desenvolvimento da Indústria 4.0 no país.

## Crítica
Com o constante desenvolvimento da automação de tarefas cotidianas, por outro lado há aqueles que têm valorizado o exato oposto desta automação, ou seja, a criação de produtos com as próprias mãos em detrimento dos processos automatizados.  Essa avaliação é chamada de efeito IKEA, um termo cunhado por Michael I. Norton da Harvard Business School, Daniel Mochon de Yale e Dan Ariely da Duke. Outro problema que pode se agravar com o crescimento da Quarta Revolução Industrial é a prevalência de transtornos mentais,  um problema conhecido entre usuários de tecnologia . Além disso, a Quarta Revolução Industrial gerou críticas significativas em relação ao viés da IA e às questões éticas, já que os algoritmos usados nos processos de tomada de decisão frequentemente perpetuam as desigualdades sociais existentes, impactando desproporcionalmente os grupos marginalizados, ao mesmo tempo em que carecem de transparência e responsabilização. 